# تمام آرزوهای من
تمام آرزوهای من (به انگلیسی: All I Wish) یا یک چیز کوچک برای تولد شما (به انگلیسی: All I Wish) فیلمی محصول سال ۲۰۱۷ و به کارگردانی سوزان والتر است. در این فیلم بازیگرانی همچون شارون استون، تونی گلدوین، فامکه یانسن، الن برستین، لایزا لاپیرا، اریکا اش، کیتلین فیتزجرالد و ژیل مارینی ایفای نقش کرده‌اند.